# 葵メディカルアカデミー
葵メディカルアカデミー（あおいメディカルアカデミー）とは、埼玉県深谷市西島町にある専修学校。学校法人葵学園が運営。

## 沿革
- 2008年 - 葵メディカルアカデミーとして開校。
  - 理学療法科
  - 歯科衛生科
- 2014年 - 駅前の新校舎へ校舎移転。

## 学科一覧
- 理学療法学科（3年制・昼間）
- 歯科衛生科（3年制・昼間）

## 姉妹校
- 埼玉医療福祉専門学校